# Lysmus qingyuanus
Lysmus qingyuanus är en insektsart som beskrevs av C.-k. Yang et al. 1995. Lysmus qingyuanus ingår i släktet Lysmus och familjen vattenrovsländor. Inga underarter finns listade i Catalogue of Life.